# 9496 Ockels
9496 Ockels este un asteroid din centura principală care poartă numele astronautului neerlandez Wubbo Ockels.

## Descoperirea asteroidului
Asteroidul 9496 Ockels a fost descoperit la 26 martie 1971 de astronomii neerlandezi Cornelis van Houten, Ingrid van Houten-Groeneveld și Tom Gehrels, la Observatorul Palomar.

## Caracteristici
Obiectul ceresc 9496 Ockels prezintă o orbită caracterizată de o semiaxă majoră egală cu 2,9186509 u.a. și de o excentricitate de 0,0498987, înclinată cu 2,94884° față de ecliptică. Asteroidul se deplasează pe orbită cu o viteză orbitală medie de 17,43161778 km/s.